# Seekonk Speedway
Seekonk Speedway est un circuit de course automobile ovale de 1/3 mille (536 m) situé à Seekonk (Massachusetts) aux États-Unis, à environ 10 km à l'est de Providence, Rhode Island, et 80 km au sud de Boston.
En opération depuis 1946, la piste présente des épreuves de la Modified Racing Series depuis 2005 et a présenté divers événements des séries de l'American Canadian Tour au fil des années.
En plus de sa piste ovale, l'endroit est célèbre pour ses courses en forme de 8

## Vainqueurs de l'ACT Tour
- 20 septembre 2003 Todd Stone
- 14 août 2004 Steve Fisher
- 13 août 2005 Brent Dragon
- 5 août 2006 Roger Brown
- 4 août 2007 Joey Polewarczyk, Jr.